# إرث المجاعة الأيرلندية الكبرى
إرث المجاعة الكبرى في أيرلندا (الأيرلندية: An Gorta Mórأو An Drochshaol، الحياة السيئة) يُشير إلى فترة كارثية في تاريخ الأيرلندي بين عامي 1845 و1852حيث انخفض عدد سكان أيرلندا بنسبة 50%  
كانت المجاعة الكبرى (1845–1849) نقطة تحول حاسمة في التاريخ الأيرلندا أدت آثاره إلى تغيير المشهد الديموغرافي والسياسي والثقافي للجزيرة بشكل دائم سواء بالنسبة للأيرلنديين المقيمين أو للمغتربين 
دخلت المجاعة في الذاكرة الشعبية وأصبحت رمزاً جامعاً لمختلف الحركات القومية، يعتبرها المؤرخون المعاصرون خطاً فاصلاً في السرد التاريخي الأيرلندي حيث يشيرون إلى الفترة التي سبقتها باسم "قبل المجاعة".

## التأثير السياسي والثقافي

### في أيرلندا
كان رد الفعل السياسي الناتج عن المجاعة الأيرلندية الكبرى خافتًا بسبب الامتياز الانتخابي المحدود للغاية الذي كان موجودًا في ذلك الوقت، كانت السياسة الأيرلندية في عشرينات وأربعينات القرن التاسع عشر خاضعة لسيطرة حركات التحرر و"الإلغاء" الكاثوليكية بقيادة دانييل أوكونيل. (تفكك الحزب الأيرلندي المستقل الذي تأسس في يونيو 1852 في غضون أربع سنوات لكنه شهد تراجعًا كبيرًا منذ عام 1853 عندما استفاد المستأجرون من انتعاش أسعار المنتجات الزراعية).
خارج التيار الرئيسي أيضا كان رد الفعل بطيئا إن تمرد أيرلندا الشابة عام 1848 بقيادة توماس ديفيس على الرغم من حدوثه في بداية المجاعة لم يتأثر بالمجاعة بقدر ما تأثر بالصراع بين القومية "الدستورية" والكاثوليكية لأوكونيل والجمهورية التعددية لديفيز لن يحدث تمرد آخر مرة أخرى حتى ستينيات القرن التاسع عشر تحت حكم الفينيين/الإخوان الجمهوريين الأيرلنديين، وتكهن المؤرخون بأن هذا هو التأثير الاقتصادي والاجتماعي على أيرلندا حيث ظلت الأمة مخدرة في حالة من التقاعس عن العمل لعقود من الزمن بعد ذلك؛ وبعبارة أخرى فإن السياسة كانت أقل أهمية بالنسبة للناس من البقاء على قيد الحياة بعد التجارب المؤلمة في أواخر أربعينات وأوائل خمسينات القرن التاسع عشر.
على الرغم من أن الناخبين كانوا يمثلون جزءًا صغيرًا من السكان (كما هو الحال في أماكن أخرى في المملكة المتحدة لبريطانيا العظمى وأيرلندا) إلا أن هؤلاء الأيرلنديين الذين حظوا بامتياز التصويت استمروا حتى منتصف سبعينات القرن التاسع عشر في التصويت لصالح الحزبين السياسيين البريطانيين الرئيسيين والمحافظين والليبراليين مع حصول الأخير على المزيد من الأصوات والمقاعد على الرغم من أنه كان حزب الحكومة خلال المجاعة، أدى إدخال الاقتراع السري في عام 1872 إلى تمكين رابطة الحكم الذاتي من أن تحل محل الليبراليين إلى حد كبير في السياسة الأيرلندية في عام 1874 وأعيد تشكيل رابطة الحكم الذاتي باسم الحزب البرلماني الأيرلندي تحت قيادة تشارلز ستيوارت بارنيل في ثمانينيات القرن التاسع عشر؛ لعب بارنيل أيضًا دورًا فعالًا في إنشاء رابطة الأراضي الأيرلندية لتحقيق إصلاح الأراضي، واصل عدد كبير من الناخبين التصويت لصالح النقابيين الذين كانوا يرغبون في الحفاظ على الاتحاد الذي انضم إلى بريطانيا وأيرلندا.
تجنبت العائلة المالكة البريطانية بعض اللوم بسبب عجزها الملحوظ في الشؤون السياسية. على الرغم من أن البعض صدق الأسطورة القائلة بأن الملكة فيكتوريا (التي عُرفت في أيرلندا في العقود اللاحقة باسم "ملكة المجاعة") لم تتبرع إلا بمبلغ زهيد قدره 5 جنيهات إسترلينية للإغاثة من المجاعة إلا أن المبلغ في الواقع كان 2000 جنيه إسترليني أي ما يعادل 61000 جنيه إسترليني اليوم منها الموارد الشخصية، كانت أيضًا راعية لجمعية خيرية تقوم بجمع التبرعات بناءً على تعليمات من اللورد الملازم الأيرلندي، قامت فيكتوريا بما كان يُنظر إليه إلى حد كبير على أنه زيارة دعائية في عام 1849 إلا أن هذه الزيارة تمت في ظل إجراءات أمنية مشددة ولم تخل من احتجاجات أو جدل وتمت مقارنة الاحتفالات المرتبطة بزيارتها بعد المجاعة مباشرة بـ "إضاءة مقبرة" في افتتاحية إحدى الصحف في ذلك الوقت.
ومن الآثار الاجتماعية الإضافية الناجمة عن ارتفاع أعداد الأطفال الأيتام هو أن الدعارة كانت بالنسبة لبعض الشابات أحد الخيارات القليلة المتاحة أصبحت بعض هؤلاء الشابات معروفات باسم Wrens of the Curragh.

### العواقب اللغوية
وتشير التقديرات إلى أن مليون ونصف المليون شخص لقوا حتفهم خلال المجاعة وأن مليون شخص هاجروا بين عامي 1846 و1851 وكانت نسبة كبيرة من هؤلاء من الناطقين باللغة الأيرلندية وكانت أفقر المناطق التي استمرت الهجرة في التدفق منها عمومًا ناطقة باللغة الأيرلندية، لم تكن المجاعة هي السبب الوحيد لتراجع اللغة (فقد لعب الاستبعاد العام للأيرلنديين من الحياة العامة وتأثير رجال الدين الناطقين باللغة الإنجليزية والطبقات الوسطى دورًا أيضًا) لكنه كان عنصرا واضحا، أدى ذلك إلى إنشاء أيرلندا التي اعتبرت نفسها ناطقة باللغة الإنجليزية بشكل أساسي على الرغم من وجود رد فعل مستمر ومؤثر في شكل منظمات مثل الرابطة الغيلية ونمو شبكة من الناشطين الحضريين الناطقين باللغة الأيرلندية من أواخر  القرن التاسع عشر.
في أيرلندا ما قبل المجاعة كانت اللغة الأيرلندية هي لغة الثقافة الشعبية الغنية والتقاليد الأدبية القوية واستمر هذا الأخير في شكل مخطوطات باللغة الأيرلندية تحتوي على كل من النثر والشعر: مجموعة واحدة من شأنها أن تتيح للقارئ الوصول إلى جزء كبير من الأدب تم نقل العديد من هذه المخطوطات إلى أمريكا من قبل المهاجرين في أربعينيات القرن التاسع عشر وما بعده.
أدت هجرة العديد من المتحدثين الأيرلنديين إلى أمريكا كنتيجة فورية أو طويلة المدى للمجاعة إلى حركة هناك للحفاظ على اللغة الأيرلندية وقد تميز هذا جزئيًا بتأسيس جمعيات Philo-Celtic وتأسيس المجلة الشهرية An Gaodhal في عام 1881، وهي أول منشور من نوعه في أي مكان يتم فيه استخدام اللغة الأيرلندية على نطاق واسع.

### المهاجرين الأيرلنديين في الخارج
إذا ظلت النخبة السياسية في أيرلندا متسامحة مع الأحزاب السياسية البريطانية والنظام الملكي فإن المهاجرين لم يكونوا كذلك وسرعان ما ارتبط العديد من المهاجرين الأيرلنديين إلى الولايات المتحدة بالجماعات والمنظمات الجمهورية الانفصالية مثل مجلس الهجرة واللاجئين أكدت لهم الحريات السياسية وحرية الفرص التي واجهوها في الولايات المتحدة إمكانية وجود أيرلندا المستقلة وغالبًا ما جعلتهم أكثر حماسًا وتفاؤلًا من بعض إخوانهم في الوطن.
وأصبحت المجاعة وأسبابها منبراً رئيسياً لغضب المهاجرين إذ كانت السبب الرئيسي لهجرة معظمهم في المقام الأول. جون ميتشل، صحفي محترف (كان يكتب لصحيفة توماس ديفيس، The Nation قبل مغادرته لإنشاء جريدته الخاصة ليتم القبض عليه ومحاكمته بتهمة التحريض على الفتنة ونقله إلى مستعمرة فان ديمين الجزائية) الذي واصل حملته ضد الحكم البريطاني في أيرلندا بعد انتقاله إلى الولايات المتحدة وكتب في تحليل المجاعة:
لقد أرسل الله تعالى آفة البطاطس بالفعل لكن الإنجليز خلقوا المجاعة... قُتل مليون ونصف رجل وامرأة وطفل بعناية وحكمة وسلمية على يد الحكومة الإنجليزية لقد ماتوا من الجوع وسط الوفرة التي خلقتها أيديهم.
جون ميتشل
وعبر تعليق ميتشل عن الغضب الذي يشعر به العديد من المهاجرين الذين اعتبروا أنفسهم محرومين أجبروا على مغادرة أيرلندا بسبب المجاعة التي ألقوا باللوم فيها على سياسات الحكومة البريطانية، أصبحت المجاعة مشكلة مستمرة لدى الأمريكيين الأيرلنديين الذين ظلوا إلى حدٍ لا مثيل له بين مجتمعات المهاجرين الأخرى في الولايات المتحدة مرتبطين عاطفيًا بأرضهم الأصلية، لعب زعماء مثل جون ديفوي في العقود اللاحقة دورًا رئيسيًا في دعم استقلال أيرلندا لم يكن من قبيل المصادفة أن رئيس دايل إيرين، إيمون دي فاليرا اختار في عام 1920 السفر إلى الولايات المتحدة وليس إلى أي مكان آخر في إطار جهوده الرامية إلى الاعتراف بالجمهورية الأيرلندية وقبولها أو عندما أطلق مايكل كولينز سندات خاصة لتمويل الجمهورية الأيرلندية جمهورية جديدة تم بيع العديد منها للأمريكيين الأيرلنديين.

### الإبادة الجماعية
أثناء المجاعة وبعدها ادعى بعض المعلقين أن رد الحكومة البريطانية أثناء حدوثها كان بمثابة إبادة جماعية وهو خلاف متنازع عليه، ادعى الأستاذ الأمريكي في القانون الدولي وناشط حقوق الإنسان فرانسيس بويل في عمله عام 2011 في أيرلندا المتحدة وحقوق الإنسان والقانون الدولي أن المجاعة كانت بمثابة إبادة جماعية من قبل الحكومة البريطانية وهو الرأي الذي أيده المؤرخ جيمس مولين ومع ذلك فإن العديد من العلماء الأيرلنديين والبريطانيين والأمريكيين مثل الأكاديميين إف إس إل ليونز، وجون إيه مورفي، وآر إف فوستر، وجيمس إس دونيلي جونيور، وكذلك المؤرخون سيسيل وودهام سميث، بيتر جراي، روث دودلي إدواردز، و كورماك أو جرادا نفى مزاعم وجود سياسة متعمدة للإبادة الجماعية، يتفق جميع المؤرخين عمومًا على أن السياسات البريطانية خلال المجاعة (خاصة تلك التي طبقتها وزارة اللورد جون راسل) كانت مضللة وغير مدروسة وذات نتائج عكسية وأنه في حالة حدوث أزمة مماثلة في إنجلترا بدلاً من أيرلندا كان رد فعل الحكومة سيكون مختلفا.
تشير السجلات العامة إلى أنه كان هناك ما يكفي من الحبوب والوجبات في أيرلندا خلال تلك الفترة لمنع نقص الغذاء الناجم عن آفة البطاطس سمح لظروف المجاعة بالاستمرار لعدد من السنوات في أربعينيات القرن التاسع عشر بينما لم يتم توزيع فائض الطعام وقد ادعى البعض أنه بسبب السماح بالهجرة فإن فترة المجاعة لا تعتبر إبادة جماعية إن الفقر وعمليات الإخلاء وورش العمل التي يدفع فيها العمال تكلفة تذاكرهم، والاكتظاظ والظروف غير الصحية على متن سفن الهجرة كلها مجتمعة لجعل رحلة الهجرة محفوفة بالمخاطر مثل البقاء ومحاولة النجاة من المجاعة وفقًا للتعريفات الحديثة فإن مصطلح "لاجئ" سيكون أكثر دقة من مصطلح "مهاجر" لوصف أولئك الذين فروا من أيرلندا.

## إحياء الذكرى
أحيت أيرلندا الذكرى الـ 150 للمجاعة الكبرى في التسعينات لقد كان ذلك متناقضًا من نواحٍ عديدة مع الذكرى المئوية في الأربعينات بعد ذلك لم يتم إقامة سوى عدد قليل من الاحتفالات - وكان أهمها المجلد الذي تم التكليف به لتاريخ المجاعة والذي حرره ر. دادلي إدواردز وت. ديزموند ويليامز (على الرغم من أنه لم يتم نشره حتى عام 1956)، و"مسح المجاعة" المهم الذي أجرته لجنة الفولكلور الأيرلندية في عام 1945 وبعيدًا عن هذه الجوانب الثقافية المهمة كانت الهجرة حقيقة مستمرة ومحرجة للحياة السياسية الأيرلندية في الأربعينيات ولم يكن هناك جمهور طبيعي لضحايا المجاعة الذين ماتوا أو هاجروا، شعر بعض المعلقين بالحرج لأن أسلافهم أطعموا أنفسهم بطريقة ما من خلال عدم مشاركة الطعام مع الضحايا وهو شكل من أشكال "ذنب الناجين".
شهدت التسعينات تحولًا كبيرًا في المواقف تجاه إحياء ذكرى المجاعة، حيث أقيمت مئات الأحداث في أيرلندا وفي جميع أنحاء الشتات الأيرلندي، والتي حصل بعضها على رعاية من اللجنة الوطنية لإحياء ذكرى المجاعة ومقرها في مقاطعة تاويسيتش، بقيادة أفريل دويل TD وفي حدث المجاعة الكبرى الذي أقيم في ميلستريت بمقاطعة كورك تمت قراءة بيان من رئيس الوزراء البريطاني توني بلير بصوت عالٍ يعتذر فيه عن فشل الحكومات البريطانية السابقة في معالجة الأزمة بالقدر الكافي تم إنتاج عدد كبير من الدراسات البحثية الجديدة حول المجاعة والعديد منها يعرض تفاصيل التجارب المحلية لأول مرة أعاد المؤرخون دراسة جميع جوانب تجربة المجاعة؛ بدءًا من القضايا العملية مثل عدد الوفيات والمهاجرين إلى التأثير طويل المدى على المجتمع والسلوك الجنسي وحيازات الأراضي وحقوق الملكية والهوية الأيرلندية بأكملها والتي تجسدت في النزعة المحافظة للكاردينال كولين التي استمرت حتى القرن العشرين.
في عام 2010 فشلت بريطانيا في إرسال ممثل دبلوماسي إلى افتتاح إحياء ذكرى المجاعة الوطنية في حديقة مورسك الألفية للسلام عند سفح كروغ باتريك مقاطعة مايو وحضر المؤتمر ممثلو 14 دولة أخرى بما في ذلك الولايات المتحدة وأستراليا بالإضافة إلى البرلمان الأوروبي ومثلت الحكومة الأيرلندية عدة وزراء ولم يحضر رئيس الوزراء والرئيس شخصيًا  بل أرسلوا موظفين.

## المجاعة في الأغاني
يتم أيضًا إحياء ذكرى المجاعة في الأغاني سواء من تلك الفترة أو من العصر الحديث كتب الروائي وكاتب الأغاني الأيرلندي بريندان جراهام عددًا من الروايات والأغاني عن An Gorta Mór - المجاعة الأيرلندية الكبرى نشأت صفقة نشر كتابه مع HarperCollins من عدد من الأغاني التي كتبها عن An Gorta Mór مما أدى إلى نشر "روايته الوثائقية" الأكثر مبيعًا عن المجاعة - الزهرة البيضاء (HarperCollins، London، Sydney، Toronto، 1998) صنداي تايمز، كانبيرا تسمى الزهرة الأكثر بياضًا - "إضافة مهمة للقصة الوطنية الأيرلندية" كانت الزهرة البيضاء بأغنيتها "الموسيقى التصويرية"، نصًا مطلوبًا لدورة دراسات المرأة في معهد ماساتشوستس للتكنولوجيا في بوسطن جنبا إلى جنب مع تكملة لها عنصر النار (HarperCollins، 2001) تم إدراج الزهرة البيضاء أيضًا على أنها "خيال داعم" لشهادة التخرج الأيرلندية، منهج التاريخ.
فازت أغنية "The Voice" التي كتبها بريندان جراهام وأداها إيمير كوين في مسابقة الأغنية الأوروبية لعام 1996 لأيرلندا تشير الكلمات إلى تاريخ أيرلندا المضطرب وتشير بوضوح إلى أوقات المجاعة في أيرلندا "أنا صوت جوعك وألمك". بالإضافة إلى دخولها في قوائم البوب البريطانية كانت The Voice واحدة من الأغاني التي تمت دراستها لمنهج الموسيقى GCSE في المملكة المتحدة، 1998 ظهرت نسخة Eimear Quinn في فيلم بيرس بروسنان - The Nephew بينما وجدت الأغنية حياة جديدة في أمريكا مع تسجيلها وبثها على نطاق واسع على قناة PBS كجزء من صعود مجموعة Celtic Woman إلى الصدارة هناك تقتبس المؤلفة وعالمة الاجتماع إي. مور كوين في كتابها "الفولكلور الأمريكي الأيرلندي في نيو إنجلاند" الذي نُشر عام 2009 القصيدة الغنائية الكاملة لأغنية The Voice.
"The Fairhaired Boy" - هذه الأغنية التي كتبها بريندان جراهام تم تسجيلها بواسطة كاثي جوردان ودرويش في ألبومهما لعام 2003، "Spirit" سجلت كارمل كونواي أيضًا الأغنية في ألبومها لعام 2009 "This Beautiful Day" يتم تقديمها أيضًا في "Cois Tine - قصص Liam O 'Flaherty" - للمغني وعازف الكمان Fionnuala Howard أغنية عن الهجرة من أيرلندا خلال أوقات المجاعة يحكي "الفتى ذو الشعر الفاتح" عن حزن الفراق - "قريبًا ستصل إلى كاليفورنيا أو إلى كولورادو" في الزهرة البيضاء تغني إيلين بطلة غراهام الأغنية لروبرتين وهي جارة شابة من أيرلندا وجدتها تحتضر في لازاريتو (سقيفة الحمى) في جزيرة الحجر الصحي في كندا في جروس إيل، كيبيك. الأغنية مكتوبة بأسلوب غنائي روائي تقليدي حيث لا توجد جوقات ويتم تضمين رابط الأغنية في السطر الأخير من كل مقطع مع استخدام جاذبية القصة لإبقاء اهتمام المستمع حيًا.
"Crucán na bPaiste" - "مكان دفن الأطفال (غير المعمدين)" - يقع على قمة تل في ماومتراسنا، مقاطعة مايو ويطل على بحيرة لوخ نا فوي، ولوف ماسك في أيرلندا إنه رثاء أم لطفل دفنته هناك خلال Aimsir an Drochshaoil ("زمن الحياة السيئة" - المجاعة) الأغنية كتبها جراهام لإلين روا  إحدى الشخصيات في روايته الثانية The Brightest Day، The Darkest Night، التي نشرتها أيضًا HarperCollins تم تسجيلها وأدائها من قبل عدد من الفنانين أبرزهم كارين ماثيسون (كجزء من جلسات عبر الأطلسي) وكاثي جوردان من الدراويش وإيمير كوين يكشف جراهام قصة كيفية كتابة الأغنية في مقطوعته الإذاعية Sunday Miscellany لـ RTÉ، والتي تسمى Effin 'Songs، والتي تم تسجيلها مباشرة في قاعة الحفلات الوطنية في أيرلندا مع Eimear Quinn وأوركسترا RTÉ Concert Orchestra وpiper Neil Martin، بعد مع الأغنية نفسها.
"لقد أصبح Crucán na bPaiste بمثابة مخلب في أحشائي - وحجتي وعلى مدار عدة أشهر، انطلقت صرختها في داخلي... محورًا بعد محورًا ... سطرًا سطرًا ... حتى تم إطلاق سراحي ووجدت إنه عيد الغطاس. لقد تعلمت الابتعاد عن الطريق...أترك الأغنية تكتب نفسها أعتقد أن هذا هو الجواب الحقيقي على السؤال الذي بدأنا به الأغاني المميزة حقًا تكتبنا...نحن لا نكتبها نحن لا نجدهم... هم يجدوننا."
إحدى أغاني غراهام الأخرى للمجاعة "Ochón an Ghorta Mhóir / Lament of the Great Hunger" بتكليف من الحكومة الأيرلندية كجزء من Ceól Reoite (الموسيقى المجمدة - بعد "الهندسة المعمارية لموسيقى مجمدة" لغوته) مشروع الألفية طُلب من أربعة عشر ملحنًا أيرلنديًا اختيار نصب تذكاري ذي أهمية وطنية وكتابة مقطوعة موسيقية/أغنية من شأنها أن تحرر منه الموسيقى المجمدة بداخله اختار جراهام البيوت الزجاجية المنحنية في الحدائق النباتية الوطنية في دبلن (أيرلندا) التي تم بناؤها في زمن آن جورتا مور، بأموال تم تحويلها من الأبحاث لإيجاد علاج لآفة البطاطس التي أصابت أيرلندا تطل البيوت الزجاجية على "رقعة الخضار" في الحدائق، حيث تم اكتشاف الآفة لأول مرة في أيرلندا في أغسطس 1845. وقد وصف جراهام "الموسيقى المجمدة" الموجودة داخل الهندسة المعمارية للبيوت الزجاجية المنحنية بأنها "رثاء شعب جائع" تم تسجيل أغنية للصوت غير المصحوب بواسطة Róisín Elsafty، في ألبوم Ceól Reoite وباعتبارها "مسارًا مخفيًا" بواسطة كاثي جوردان في ألبوم Dervish، Spirit. قامت Nuala Ní Chanainn أيضًا بأداء الأغنية في إنتاج Aistir / Voyage عام 2002 من قبل فرقة Cathy Sharp Dance Ensemble ومقرها سويسرا.
"أنت ترفعني" - كانت قراءة رواية جراهام "الزهرة الأكثر بياضًا" هي التي دفعت الملحن النرويجي رولف لوفلاند إلى الاتصال بجراهام لإعطائه لحنًا ألهم هذا اللحن بدوره جراهام لكتابة القصيدة الغنائية - You Raise Me Up والتي سجلها حوالي 400 فنان (بما في ذلك Westlife، Josh Groban، Brian Kennedy و Secret Garden، Daniel O'Donnell، Helene Fischer، Il Divo، Russell Watson وبول بوتس) وأصبحت واحدة من أنجح الأغاني في تاريخ الموسيقى الشعبية.
كما قام بريندان جراهام مؤخرًا بتأليف عدد من المقطوعات الغنائية والسردية المتكاملة بما في ذلك كتابة المجاعة في الخيال والأغنية لأسبوع إحياء ذكرى المجاعة الوطنية في أيرلندا عام 2010 وقد رواه المؤلف بأغاني غنتها كاثي جوردان مصحوبة بالبيانو فيرجال موراي.
في كيبيك، 2011، قامت أوركسترا كيبيك السيمفونية والعازف المنفرد ميف ني مالتشاتا بأداء مقطوعته الروائية والأغنية الأقصر - من المجاعة إلى الحرية - من أيرلندا إلى جروس إيل - مع ترجمة رواية جراهام إلى الفرنسية وشمل العرض الأول مع أوركسترا الزهرة البيضاء أغنية عنوان جراهام للموسيقى التصويرية لكتابه ردًا على وجهة النظر السائدة في وقت مجاعة أيرلندا بأن "حكم الله ... أرسل الكارثة لتلقين الأيرلنديين درسًا وهو أنه لا ينبغي تخفيف الكارثة كثيرًا" (تشارلز إي. تريفيليان - مساعد الوزير الدائم في الخزانة البريطانية مع المسؤولية الرئيسية عن الإغاثة من المجاعة في أيرلندا)، تدعو أغنية جراهام إلى تكليف إله انتقامي.
في أغسطس 2012 قام بريندان جراهام بتأليف وتقديم "من المجاعة إلى الحرية - من أيرلندا إلى أستراليا" وهو احتفال بالكلمات والأغنية لأولئك الذين عانوا أثناء "آن جورتا مور" - المجاعة الأيرلندية الكبرى - وأولئك الذين فروا من المجاعة لتأسيس حياة جديدة في أستراليا، كتب جراهام أغنية جديدة بعنوان "الفتاة اليتيمة"، مخصصة لذكرى 4112، معظمهم من الفتيات الأيرلنديات المراهقات اليتيمات اللاتي حصلن على ممر مجاني إلى أستراليا من ملاجئ في كل مقاطعة في أيرلندا بين عامي 1848 و1850 وانضم بريندان جراهام للمغنية وكاتبة الأغاني الأسترالية سارة كالديروود التي تجمع بين الموسيقى الكلاسيكية والشعبية المعاصرة إنها المرأة الأمامية الجذابة لمجموعة سلتيك الأولى في أستراليا سوناس، التي أصدرت ألبوم ABC الأول الأكثر مبيعًا "As Night Falls". وانضمت إلى جراهام وكالديروود أيضًا في ذلك اليوم جوقة الفتيات الأستراليات الملهمات اللاتي سبق لهن تقديم عروض لنيلسون مانديلا، وأوبرا وينفري، والملكة إليزابيث الثانية، والرئيس أوباما. كان إحياء الذكرى بالكلمات والأغنية بمثابة يوم مجتمعي للاحتفال والتذكر، خاصة بالنسبة لأولئك الذين ينحدرون من نسل الشابات الأيرلنديات في Workhouse لمزيد من المعلومات، راجع www.irishfaminememorial.org
في الآونة الأخيرة في مارس 2013 قامت جوقة الأحلام المحتملة بجولة في فيكتوريا في أستراليا، وغنت أغنية "Orphan Girl" (التي غنتها Fortunate وNomcebo) و"You Raise Me Up" كجزء من جولة Voices for the Voiceless Possible Dreams International, Inc هي منظمة غير ربحية تتعاون مع المجتمعات الريفية والنائية في سوازيلاند بجنوب أفريقيا لتمكين الأسر والأفراد الذين يعيشون في فقر مدقع وسوء التغذية والأمراض المتوطنة لذلك في كلمات غراهام "المجاعة في الأغنية" هناك صدى عالمي.
من الأغاني الحديثة الشهيرة عن المجاعة هي "حقول أثينري" لبيت سانت جون إنه مكتوب في ثلاث أبيات، ويتناول قصة خيالية ولكنها واقعية عن ترحيل "مايكل" إلى خليج بوتاني لسرقة الذرة لإطعام أسرته الجائعة. يتم تأديتها بنسخ شعبية وتقليدية وحتى موسيقى الريغي، وغالبًا ما يتم غنائها من قبل أنصار نادي سلتيك في غلاسكو، والعديد منهم من أصل أيرلندي. الأغنية نفسها تلخص شعور ضحايا المجاعة باليأس والغضب والمرارة. تمت تغطية الأغنية أيضًا بواسطة فرقة بوسطن بانك روك Dropkick Murphys في ألبوم Blackout لعام 2003.
يتم غناء أغنية لوكا بلوم "التسامح" من ألبومه Salty Heaven من وجهة نظر لاجئ مجاعة أيرلندي انتقل إلى كندا والذي اختار العفو على المرارة على الرغم من معاناته.
كريستي مور شقيق لوكا بلوم لديه أيضًا أغنية كتبها بلوم ولكن سجلها مور تسمى "مدينة شيكاغو" والتي تؤرخ آثار المجاعة والهجرة الجماعية اللاحقة.
الفرقة المعدنية الوثنية Primordial لديها أيضًا أغنية عن المجاعة تسمى "The Coffin Ships" في ألبومها لعام 2005 The Gathering Wilderness.
أغنية أخرى ذات صلة هي "المجاعة" لسينياد أوكونور والتي تم إصدارها في ألبوم Universal Mother تؤكد الكلمات على الجانب السياسي للمجاعة.

## المجاعة في الفيلم
مساحات مفتوحة واسعة، فيلم كوميدي لعام 2009 يركز على تطوير متنزه ترفيهي تحت عنوان المجاعة في أيرلندا المعاصرة
أسود '47، فيلم درامي أيرلندي لعام 2018 تدور أحداثه في عام 1847 في كونيمارا
أراخت دراما أيرلندية تعود لعام 2019 تدور أحداثها في عام 1845 في كونيمارا

## أيرلندا والإغاثة من المجاعة الحديثة
كانت أيرلندا في طليعة جهود الإغاثة الدولية من المجاعة في عام 1985 كشف بوب جيلدوف نجم الروك الأيرلندي ومؤسس منظمة Live Aid أن شعب أيرلندا قد تبرع لجهوده في جمع التبرعات لكل فرد من السكان أكثر من أي دولة أخرى في العالم. تلعب المنظمات غير الحكومية الأيرلندية Goal وConcern وTrócaire وGorta دورًا مركزيًا في مساعدة ضحايا المجاعة في جميع أنحاء أفريقيا في عام 2000 لعب بونو المغني الرئيسي في الفرقة الأيرلندية U2 دورًا مركزيًا في الحملة من أجل تخفيف عبء الديون عن الدول الأفريقية في حملة اليوبيل 2000 لا تزال تجربة المجاعة الأيرلندية تؤثر على العديد من الشعب الأيرلندي في مواقفهم تجاه العالم النامي وضحايا المجاعة في كل مكان.